# NuttX
NuttX è un sistema operativo real-time (RTOS)  Free and Open Source Software (FOSS) molto compatto ed efficiente progettato per applicazioni embedded. Il sistema supporta diverse architetture è scalabile per microcontrollori da 8-bit a 32 bit, gli standard di riferimento principali in NuttX sono gli standard POSIX e ANSI. Ulteriori API standard da Unix e altre comuni RTOS (come VxWorks ) vengono adottate per funzionalità non disponibili in questi standard o per funzionalità che non sono appropriate per ambienti profondamente integrati, come fork ().
NuttX è stato pubblicato nel 2007 da Gregory Nutt sotto la licenza BSD. Da dicembre 2019 è entrato a far parte del progetto Incubator di Apache Software Foundation, data in cui l'intero progetto ha iniziato a essere distribuito sotto la Apache License 2. Da novembre 2022 Apache NuttX è passato da progetto Incubator a progetto di primo livello  (TPL).
Il Kernel supporta una varietà di meccanismi come: multithreading, timer software, semafori, mutex, variabili condizionali, messaggi, sorgenti di evento, code, I/O sincrono o asincrono con possibilità di timeout.

## Caratteristiche principali
- Conforme agli standard.
- Task Management Core.
- Design modulare.
- Completamente preemptible.
- Naturalmente scalabile.
- Altamente configurabile.
- Facilmente estendibile a nuove architetture di processori, l'architettura SoC, o architetture board.
- FIFO, round-robin, e  “sporadic” scheduling.
- In tempo reale, deterministico, con il supporto per l'ereditarietà prioritario.
- Operazione tickless.
- Controlli POSIX / ANSI-like, code dei messaggi,  counting semaphores, clocks/timers, segnali, pthreads, variabili di ambiente, filesystem.
- VxWorks-like gestione delle attività e timer watchdog.
- Socket BSD.
- Estensioni per la gestione di prelazione.
- Attività facoltative con ambienti di indirizzo (Processi).
- Configurazioni di memoria: (1) Flat embedded build, (2) Protected build con MPU, e (3) Kernel build with MMU.
- On-demand paging.
- Log di sistema.

## Piattaforme supportate
- ARM
  - ARM7TDMI (TI TMS320 C5471, Calypso, MoxART, NXP LPC214x, LPC2378, STMicro STR71x)
  - ARM920T (Freescale i.MX1)
  - ARM926EJS (TI DM320, NXP LPC31xx)
  - ARM Cortex-A5 (Atmel SAMA5D2, SAMA5D3, SAMA5D4)
  - ARM Cortex-A8 (Allwinner A10)
  - ARM Cortex-A9 (NXP/Freescale i.MX6)
  - ARM Cortex-R4/R4F (TI TMS570, Samsung Artik)
  - ARM Cortex-M0 (nuvoTon NUC120, NXP/Freescale KL25Z, KL26Z, Atmel SAMD20/21, SAML21, ST Micro STM32 F0/L0/G0, Raspberry Pi RP2040)
  - ARM Cortex-M3 (ST Micro STM32 F1/L1/F3, TI/Stellaris LM3S, TI CC13x0, NXP LPC17xx, Atmel SAM3U/3X, SiliconLabs EFM32)
  - ARM Cortex-M4 (with/without floating point unit: ST Micro STM32 F3/F4/L4/L4+, TI/Stellaris LM4F/TM4C, TI CC13x2,  NXP LPC40xx/LPC43xx/LPC54xx, Freescale Kinetis K20/K28/K40/60/64/66, Atmel SAM4C/4E/4S/4L, Infineon XMC4xxx, Nordic NRF52xxx, Sony CXD56xx/Spresense)
  - ARM Cortex-M7 (Atmel SAMV71/SAME70, ST Micro STM32 F7/H7, NXP i.MX RT)
- Atmel AVR
  - Atmel 8-bit AVR (AT90USB, ATmega)
  - AVR32
- Freescale M68HCS12
- Intel
  - 80×86
- MIPS
  - MicroChip PIC32MX (MIPS32 24Kc)
  - MicroChip PIC32MZ (MIPS32 M14K)
- Misoc
  - LM32 (Qemu)
  - Minerva (Verilator)
- OpenRISC
  - mor1kx
- Renesas/Hitachi
  - Renesas/Hitachi SuperH
  - Renesas M16C/26
- RISC-V
  - SiFive FE310 (RV32IM)
  - Kendryte K210 (RV64GC)
  - Enjoy Digital LITEX (RV32IMA)
  - NEXT RISC-V NR5Mxx (RV32IM)
  - GreenWaves GAP8 (RV32IM)
  - BouffaloLab BL602 (RV32IMFC)
  - Espressif Systems ESP32-C3 (RV32IMC)
- Xtensa
  - Expressif Systems ESP32 (LX6)
  - Expressif Systems ESP32-S2 (LX7)
  - Expressif Systems ESP32-S3 (LX7)
- ZiLOG
  - Zilog Z16F ZNeo
  - Zilog eZ80 Acclaim!
  - Zilog Z8Encore!
  - Zilog Z80

## File system
- Piccolo filesystem in memoria, root pseudo-file-system.
- Virtual File System (VFS).
- Mount-able volumes. Bind mountpoint, filesystem, and block device driver.
- Log di sistema generico (SYSLOG).
- FAT12/16/32 filesystem support.
- NFS client. Supporto client per un Network File System (NFS, versione 3, UDP).
- NXFFS. Il piccolo sistema di file flash wear-leveling NuttX.
- SMART. File system FLASH da Ken Pettit.
- SPIFFS. FLASH file system da Peter Anderson.
- LittleFS. FLASH file system da ARM mbed.
- ROMFS file system supporto.
- CROMFS file system support (compressed).
- BINFS pseudo-file system support.
- Driver generico per SPI-based MMC / SD / SDHC card.
- Un Binary Loader con il supporto per i seguenti formati:

```
 Separato linked ELF modules
 Separato linked NXFLAT modules. NXFLAT è un formato binario che può essere XIP da un file system
```

- PATH di supporto variabile.
- Trasferimenti di file via TFTP e FTP (get e put), HTML (wget), e Zmodem (sz e rz).
- Intel conversioni HEX.

## C/C ++ library
- Libreria C standard pienamente integrata nel sistema operativo
- Include il supporto in virgola mobile tramite una libreria matematica standard
- Add-on uClibc++ modulo fornisce libreria standard C++ supporta iostreams, stringhe, STL, RTTI, eccezioni, ecc. (LGPL)

## Networking
- Supporto di più interfacce di rete; supporto di più link layer
- IPv4, IPv6, TCP/IP, UDP, ARP, ICMP, ICMPv6, IGMPv2 and MLDv1/v2 (client) stacks.
- Stream e datagram sockets.
- Raw socket e local, supporto Unix domain socket.
- SLIP.
- Un cJSON port.
- Ingombro ridotto (basato su uIP).
- BSD compatibile Socket Layer.
- Utilità di rete (DHCP server e client, SMTP client, Telnet client, FTP server e client, TFTP client, HTTP server e client, NTP client). Ereditabili Telnet sessioni (come "terminale di controllo")
- NFS client. Supporto client per un Network File System (NFS, versione 3, UDP).
- ICMPv6 autonoma configurazione automatica.
- Port di Jef Poskanzer di thttpd server HTTP integrato con NXFLAT per fornire CGI incorporato.
- PHY Gestione Link Status.
- UDP Network Discvory, server RPC XML.
- Server RPC XML.
- Supporto per moduli di rete (come ad esempio il modulo di TI CC3000 WLAN)

## Supporto Flash
- MTD interfaccia per Memory Technology Devices.
- FTL. Semplice Flash Translation Layer per sistemi su FLASH.
- Supporto NAND.
- NXFFS.
- Supporto per dispositivi SPI-based

## Supporto USB

### Supporto per host USB
- Architettura host USB per driver di controller host USB e driver di classe USB dipendenti dal dispositivo.
- Driver del controller host USB disponibili per il Atmel SAMA5Dx, NXP LPC17xx, LPC31xx, e STMicro STM32.
- Driver di classe USB dipendenti da dispositivo disponibili per l'archiviazione di massa USB e tastiera HID.

### Supporto per dispositivi USB
- Architettura Gadget-like per i driver di controller USB e driver di classe USB dipendenti dalla periferica
- Driver del controller dispositivo USB disponibili per il PIC32, Atmel AVR, SAM3, SAM4, e SAMA5Dx, NXP LPC17xx, LPC214x, LPC313x, e LPC43xx, Silicio Laboraties EFM32, STMicro STM32 F1, F2, F3, F4 e, e TI DM320.
- Driver di classe USB dipendenti da dispositivo disponibili per USB e seriale per archiviazione di massa USB.
- Funzionalità incorporata USB per il debug USB.

## Supporto grafico
- Framebuffer driver.
- LCD driver per entrambi i display LCD paralleli e SPI OLED.
- FTDI/Bridgetek FT800 e FT801 GUI drivers.
- LittlevGL framebuffer driver.
- VNC Server.
- NX Graphics Subsystem: Libreria grafica, sistema a finestre e supporto font funziona sia con framebuffer o driver LCD.
- NuttX Widget: Una interfaccia grafica scritta in conservatrice C++ che si integra con la grafica NX.
- NuttX Window Manager: Un piccolo window manager basato sul NX Graphics Subsystem e widget NuttX.

## Progetti che utilizzano NuttX
- Thingsee IOT.
- Pilota automatico PX4.
- Pixhawk:. Un avanzato, User-Friendly Autopilota.
- OsmocomBB utilizza NuttX per sviluppare un sistema operativo per telefoni cellulari.
- Motorola Moto Z.
- Sony sta usando NuttX nei loro processori audio.
- Sony sta usando NuttX nella scheda di sviluppo Spresense
- Samsung TizenRT basato su NuttX RTOS.